# Comuna Lîcikivți, Huseatîn
Lîcikivți (în ucraineană Личківці) este o comună în raionul Huseatîn, regiunea Ternopil, Ucraina, formată din satele Lîcikivți (reședința) și Trîbuhivți.

## Demografie
Componența lingvistică a comunei Lîcikivți
     Ucraineană (99,81%)
     Alte limbi (0,14%)
Conform recensământului din 2001, majoritatea populației comunei Lîcikivți era vorbitoare de ucraineană (99,81%), existând în minoritate și vorbitori de alte limbi.